# Темерницкая таможня
Темерни́цкая тамо́жня — торговый центр Российской империи в XVII—XIX веках, расположенный на нынешней территории Ростова-на-Дону. Преемницей Темерницкой таможни считается Ростовская таможня.

## История
Таможня на Темернике была учреждена особым указом Елизаветы Петровны в 1749 году. Таможня была основана у устья реки Темерник, на месте Темерницкого городища, напротив урочища Богатый Колодезь, «где донские казаки могут вести свою торговлю с приезжими греками, турками и армянами». Таможня начала свои операции в 1750 году. Пошлина с привозимых товаров взималась турецкими золотыми и серебряными монетами. В 1750 году при Темернике был учреждён карантин.
В XVIII веке таможня была единственным пунктом внешних торговых сношений России с портами Чёрного, Азовского и Средиземного морей; в порту, получившем название Темерниковского, или Темерницкого, до 1762 года размещалась торговая монополия, «Российско-константинопольская коммерческая компания»
В указе Елизаветы Петровны от 1755 года говорится, что «от Темерницкого порта в Царь-Град и прочие тамошние места производится уже некоторые времена коммерция». Оборот через таможню в 1758 году составил 86,9 тысяч рублей, а к 1762 году возрос до 240,2 тысяч рублей.
Между 1776 и 1836 годами таможня находилась в Таганроге, после чего вновь была переведена в Ростов-на-Дону.
Через таможню вывозились железо и чугун, коровье масло, икра, холст, шкуры, хлеб (с постройкой железной дороги через Воронеж в 1871 году). Ввозились (турецкими и греческими купцами) шёлковые и бумажные ткани, изделия из металла, ладан, фрукты.
В Ростове-на-Дону установлен памятник Темерницкой таможне.

Фотогалерея
Памятник на месте основания таможни
Табличка на памятнике
Памятник основателям таможни
Табличка на памятнике